# 11397 Eriopis
11397 Eriopis è un asteroide troiano di Giove del campo greco. Scoperto nel 1998, presenta un'orbita caratterizzata da un semiasse maggiore pari a 5,271749 UA e da un'eccentricità di 0,063394, inclinata di 20,971954° rispetto all'eclittica. Ha un diametro di 45,431 km,  un periodo di rotazione di 11,374 ore e un'albedo di 0,078.
È dedicato a Eriope, madre di Aiace d'Oileo.